# Futbol'nyj Klub Lokomotiv Moskva 2019-2020
Questa voce raccoglie le informazioni riguardanti la Lokomotiv Moskva nelle competizioni ufficiali della stagione 2019-2020.

## Stagione
La stagione della Lokomotiv Mosca si apre ufficialmente il 6 luglio con il match valido per l'assegnazione della Supercoppa di Russia, contro lo Zenit San Pietroburgo, vinto per 3-2. La Lokomotiv ha conquistato il trofeo per la terza volta nella sua storia, a 14 anni di distanza dall'ultimo successo. L'esordio in campionato vede i Loko pareggiare per 1-1 in casa contro il Rubin, mentre la prima vittoria in campionato giunge alla seconda giornata sempre in casa contro il Tambov (2-1).
Il 29 agosto a Monte Carlo ha luogo il sorteggio dei gironi di Champions League che vede impegnata la Lokomotiv nel gruppo D con i campioni d'Italia della Juventus, i tedeschi del Bayer Leverkusen e gli spagnoli dell'Atlético Madrid. Il 18 settembre i moscoviti esordiscono in Champions, battendo a domicilio per 2-1 il Bayer Leverkusen. Il 25 settembre la Lokomotiv viene eliminata dalla Coppa di Russia ai tiri di rigore dal Baltika, società di seconda divisione. Il 2 novembre si conclude, col pareggio per 1-1 in casa dell'Ufa, il girone di andata della Lokomotiv al terzo posto, a tre lunghezze dallo Zenit San Pietroburgo.
Il 26 novembre, con la sconfitta casalinga contro il Bayer Leverkusen per 0-2, la Lokomotiv viene matematicamente eliminata dalle competizioni europee con un turno di anticipo. Il 21 giugno riprende il campionato, dopo lo stop forzato a seguito dell'emergenza dovuta alla pandemia di COVID-19, con la Lokomotiv Mosca che batte per 1-0 l'Orenburg. Il 22 luglio si conclude la stagione della Lokomotiv con la vittoria esterna per 1-0 contro l'Ural e la qualificazione alla prossima edizione della UEFA Champions League.

## Maglie e sponsor
Lo sponsor tecnico per la stagione 2019-2020 è Under Armour, mentre lo sponsor ufficiale è RŽD.
|  | Casa |  | Trasferta |  | Terza maglia |

## Organigramma societario
Dal sito internet ufficiale della società.
Area direttiva
- Presidente: Vasilj Kiknadze
- Direttore esecutivo: Vladymyr Koroktov

Area tecnica
- Allenatore: Jurij Sëmin[1];Marko Nikolić[2]
- Allenatore in seconda: Oleg Pašinin
- Allenatore dei portieri: Zaur Chapov
- Assistenti: Dmitrij Los'kov, Sargis Hovhannisyan, Jurij Baturenko
- Preparatori atletici: Sergej Alexeev, Sergej Haykin, Nikita Karlitskiy
- Fisioterapisti: Ivan Lopez Martinez, Sergej Syumakov, Maksim Adamovič
- Massaggiatori: Sergej Semakin, Oleg Novikov
- Team manager: Stanislav Suchina
- Traduttore: Murat Sasiev
- Amministrazione: Anatolij Maškov, Sergej Grišin, Ruslan Elderchanov, Vladimir Konyuchov

Area organizzativa
- Direttore Club: Vladimir Korotkov
- Direttore sportivo: Erik Stoffelshaus

## Rosa

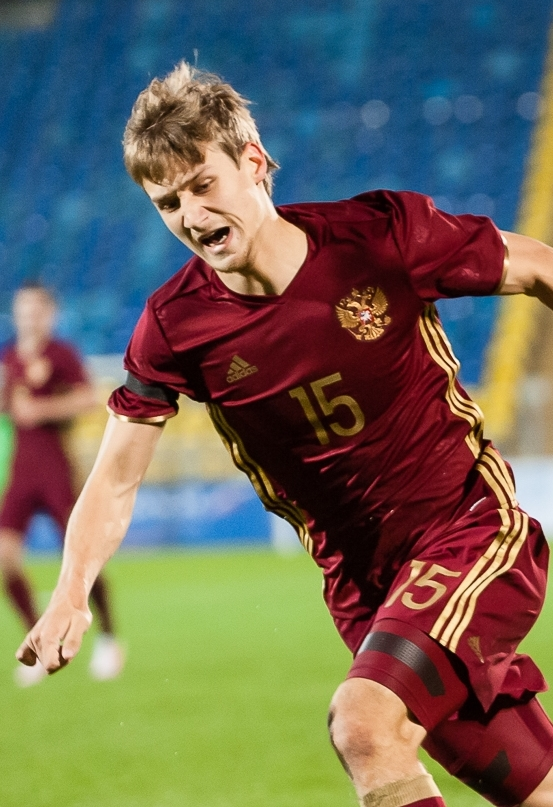
Dmitrij Živogljadov, con la maglia della, è tra i nuovi acquisti della Lokomotiv Mosca

La rosa tratta dal sito ufficiale.
| N. |                     | Ruolo | Calciatore                |
| -- | ------------------- | ----- | ------------------------- |
| 1  | Russia (bandiera)   | P     | Guilherme                 |
| 2  | Russia (bandiera)   | D     | Dmitrij Živogljadov       |
| 3  | Nigeria (bandiera)  | D     | Brian Idowu               |
| 5  | Germania (bandiera) | D     | Benedikt Höwedes          |
| 6  | Russia (bandiera)   | C     | Dmitrij Barinov           |
| 7  | Polonia (bandiera)  | C     | Grzegorz Krychowiak       |
| 8  | Perù (bandiera)     | A     | Jefferson Farfán          |
| 9  | Russia (bandiera)   | A     | Fëdor Smolov              |
| 11 | Russia (bandiera)   | C     | Anton Mirančuk            |
| 14 | Croazia (bandiera)  | D     | Vedran Ćorluka (capitano) |
| 17 | Russia (bandiera)   | A     | Rifat Žemaletdinov        |
| 18 | Russia (bandiera)   | C     | Aleksandr Kolomejcev      |
| 20 | Russia (bandiera)   | C     | Vladislav Ignat'ev        |

| N. |                       | Ruolo | Calciatore         |
| -- | --------------------- | ----- | ------------------ |
| 22 | Montenegro (bandiera) | A     | Luka Đorđević      |
| 23 | Portogallo (bandiera) | C     | João Mário         |
| 24 | Portogallo (bandiera) | A     | Éder               |
| 27 | Brasile (bandiera)    | D     | Murilo Cerqueira   |
| 28 | Finlandia (bandiera)  | D     | Boris Rotenberg    |
| 30 | Russia (bandiera)     | P     | Nikita Medvedev    |
| 31 | Polonia (bandiera)    | C     | Maciej Rybus       |
| 33 | Georgia (bandiera)    | D     | Solomon Kvirkvelia |
| 37 | Russia (bandiera)     | C     | Stanislav Magkeev  |
| 59 | Russia (bandiera)     | C     | Aleksej Mirančuk   |
| 67 | Russia (bandiera)     | C     | Roman Tugarev      |
| 77 | Russia (bandiera)     | P     | Anton Kočenkov     |
| 84 | Russia (bandiera)     | D     | Michail Lysov      |

## Calciomercato

### Sessione estiva
| Acquisti         | Acquisti            | Acquisti               | Acquisti                    |
| R.               | Nome                | da                     | Modalità                    |
| ---------------- | ------------------- | ---------------------- | --------------------------- |
| D                | Murilo Cerqueira    | Cruzeiro               | definitivo (2,5 milioni €)  |
| D                | Dmitrij Živogljadov | Ufa                    | definitivo (2,5 milioni €)  |
| C                | João Mário          | Inter                  | prestito                    |
| C                | Grzegorz Krychowiak | Paris Saint-Germain    | definitivo (12,5 milioni €) |
| A                | Luka Đorđević       | Zenit San Pietroburgo  | definitivo (2,5 milioni €)  |
| Altre operazioni |                     |                        |                             |
| R.               | Nome                | da                     | Modalità                    |
| P                | Maksym Koval'       | Al-Fateh               | fine prestito               |
| D                | Vitalij Denisov     | Kryl'ja Sovetov Samara | fine prestito               |
| D                | Timofej Margasov    | Soči                   | fine prestito               |
| C                | Alan Kasaev         | Soči                   | fine prestito               |
| C                | Aršak Korjan        | Chimki                 | fine prestito               |
| A                | Igor' Portnjagin    | Baltika                | fine prestito               |

| Cessioni         | Cessioni               | Cessioni            | Cessioni      |
| R.               | Nome                   | a                   | Modalità      |
| ---------------- | ---------------------- | ------------------- | ------------- |
| D                | Grzegorz Krychowiak    | Paris Saint-Germain | fine prestito |
| C                | Igor' Denisov          |                     | ritirato      |
| C                | Manuel Fernandes       |                     | svincolato    |
| C                | Khvicha K'varatskhelia | Rustavi             | fine prestito |
| C                | Dmitrij Tarasov        |                     | svincolato    |
| Altre operazioni |                        |                     |               |
| R.               | Nome                   | a                   | Modalità      |
| D                | Vitalij Denisov        | Rubin               | gratuito      |
| D                | Timofej Margasov       | Soči                | gratuito      |
| D                | Taras Mychalyk         | Volyn'              | gratuito      |
| C                | Alan Kasaev            | Avangard Kursk      | gratuito      |
| C                | Aršak Korjan           | Chimki              | gratuito      |
| A                | Igor' Portnjagin       | Nižnij Novgorod     | gratuito      |

### Sessione invernale
| Acquisti         | Acquisti         | Acquisti         | Acquisti         |
| R.               | Nome             | da               | Modalità         |
| Altre operazioni | Altre operazioni | Altre operazioni | Altre operazioni |
| R.               | Nome             | da               | Modalità         |
| ---------------- | ---------------- | ---------------- | ---------------- |

| Cessioni         | Cessioni     | Cessioni   | Cessioni                         |
| R.               | Nome         | a          | Modalità                         |
| ---------------- | ------------ | ---------- | -------------------------------- |
| A                | Fëdor Smolov | Celta Vigo | prestito oneroso (0,6 milioni €) |
| Altre operazioni |              |            |                                  |
| R.               | Nome         | a          | Modalità                         |

## Risultati

### Prem'er-Liga

#### Girone di andata
| Arbitro: | Vilkov (Nižnij Novgorod) |

|                  |           |                    |
| Al. Mirančuk 66’ | Marcatori | 76’ K'varatskhelia |

| Arbitro: | Vasil'ev (Iževsk) |

|                       |           |              |
| Éder 31’ Ignat'ev 33’ | Marcatori | 6’ Kostjukov |

| Arbitro: | Bezborodov (San Pietroburgo) |

|                  |           |  |
| Čalov 42’ (rig.) | Marcatori |  |

| Arbitro: | Turbin (Dmitrov) |

|             |           |                             |
| Sobolev 88’ | Marcatori | 15’ Smolov 90+4’ Krychowiak |

| Arbitro: | Vološin (Smolensk) |

|                                                             |           |  |
| Smolov 17’ Žemaletdinov 28’ Krychowiak 76’ Al. Mirančuk 78’ | Marcatori |  |

| Arbitro: | Kazarcev (San Pietroburgo) |

|            |           |                                          |
| Philipp 3’ | Marcatori | 28’ (rig.) Al. Mirančuk 82’ An. Mirančuk |

| Arbitro: | Bezborodov (San Pietroburgo) |

|                |           |               |
| Sulejmanov 42’ | Marcatori | 5’ Krychowiak |

| Arbitro: | Lapočkin (San Pietroburgo) |

|                  |           |                     |
| An. Mirančuk 81’ | Marcatori | 41’, 58’ Shomurodov |

| Arbitro: | Panin (Dmitrov) |

|  |           |                |
|  | Marcatori | 20’ Krychowiak |

| Arbitro: | Ivanov (Rostov sul Don) |

|                         |           |                                        |
| Rogić 69’ Kulišev 90+3’ | Marcatori | 10’ Barinov 48’ (rig.) Smolov 88’ Éder |

| Arbitro: | Vilkov (Nižnij Novgorod) |

|                |           |  |
| Krychowiak 48’ | Marcatori |  |

| Arbitro: | Lapočkin (San Pietroburgo) |

|                                   |           |            |
| Éder 9’ Al. Mirančuk 45+2’ (rig.) | Marcatori | 11’ Kangwa |

| Arbitro: | Vasil'ev (Iževsk) |

|  |           |                               |
|  | Marcatori | 23’ Kolomejcev 88’ João Mário |

| Arbitro: | Es'kov (Mosca) |

|  |           |                            |
|  | Marcatori | 57’ Ponce 79’, 81’ Larsson |

| Arbitro: | Turbin (Dmitrov) |

|                   |           |          |
| Bizjak 72’ (rig.) | Marcatori | 59’ Éder |

#### Girone di ritorno
| Arbitro: | Bezborodov (San Pietroburgo) |

|                |           |            |
| Krychowiak 41’ | Marcatori | 45+2’ Berg |

| Arbitro: | Kukujan (Soči) |

|                           |           |                                        |
| Obuchov 39’ Kostjukov 47’ | Marcatori | 29’, 56’ Krychowiak 34’ (aut.) Ojevole |

| Arbitro: | Karasëv (Mosca) |

|                         |           |                         |
| Al. Mirančuk 38’ (rig.) | Marcatori | 23’, 49’ (rig.) Philipp |

| Arbitro: | Ivanov (Rostov sul Don) |

|                                            |           |  |
| Gorbatenko 48’ Lucenko 63’, 78’ Čaušić 83’ | Marcatori |  |

| San Pietroburgo 29 febbraio 2020, ore 19:00 MSK 20ª giornata | Zenit San Pietroburgo | 0 – 0 referto | Lokomotiv Mosca | Stadio Petrovskij (51 463 spett.)\| Arbitro: \| Turbin (Dmitrov) \| |
| Arbitro:                                                     | Turbin (Dmitrov)      |               |                 |                                                                     |

| Arbitro: | Levnikov (San Pietroburgo) |

|          |           |  |
| Éder 32’ | Marcatori |  |

| Arbitro: | Vilkov (Nižnij Novgorod) |

|                  |           |                                                      |
| Popov 64’ (rig.) | Marcatori | 34’ (aut.) Pes'jakov 38’ Žemaletdinov 42’ Krychowiak |

| Arbitro: | Vasil'ev (Iževsk) |

|                  |           |  |
| Al. Mirančuk 38’ | Marcatori |  |

| Arbitro: | Vološin (Smolensk) |

|  |           |                              |
|  | Marcatori | 23’, 29’ (rig.) Al. Mirančuk |

| Arbitro: | Suchoj (Ljubercy) |

|                    |           |              |
| Al. Mirančuk 90+5’ | Marcatori | 14’ Radonjić |

| Mosca 4 luglio 2020, ore 20:30 MSK 26ª giornata | Lokomotiv Mosca  | 0 – 0 referto | Soči | RŽD Arena (1 707 spett.)\| Arbitro: \| Matjunin (Mosca) \| |
| Arbitro:                                        | Matjunin (Mosca) |               |      |                                                            |

| Arbitro: | Lapočkin (San Pietroburgo) |

|           |           |                         |
| Ponce 38’ | Marcatori | 43’ (rig.) Al. Mirančuk |

| Arbitro: | Bezborodov (San Pietroburgo) |

|            |           |                  |
| Farfán 81’ | Marcatori | 39’ (rig.) Fomin |

| Arbitro: | Turbin (Dmitrov) |

|                                       |           |            |
| Al. Mirančuk 33’ (rig.), 90+2’ (rig.) | Marcatori | 71’ Vlašić |

| Arbitro: | Vasil'ev (Iževsk) |

|  |           |                    |
|  | Marcatori | 45+1’ An. Mirančuk |

### Coppa di Russia
| Arbitro: | Vasil'ev (Iževsk) |

|                                |                      |                      |
| Kazaev 74’                     | Marcatori            | 32’ Éder             |
| Markin Makarčuk Al'šin Gluškov | Tiri di rigore 4 – 1 | Éder Murilo Dorofeev |

### Champions League

#### Fase a gironi
| Arbitro: | Raczkowski |

|                    |           |                            |
| Höwedes 25’ (aut.) | Marcatori | 16’ Krychowiak 37’ Barinov |

| Arbitro: | Grinfeeld |

|  |           |                           |
|  | Marcatori | 48’ João Félix 58’ Thomas |

| Arbitro: | Sidīropoulos |

|                 |           |                  |
| Dybala 77’, 79’ | Marcatori | 30’ Al. Mirančuk |

| Arbitro: | Buquet |

|                  |           |                               |
| Al. Mirančuk 12’ | Marcatori | 4’ Ramsey 90+3’ Douglas Costa |

| Arbitro: | Oliver |

|  |           |                                    |
|  | Marcatori | 11’ (aut.) Žemaletdinov 54’ Bender |

| Arbitro: | Kassai |

|                                  |           |  |
| João Félix 17’ (rig.) Felipe 54’ | Marcatori |  |

### Supercoppa di Russia
| Arbitro: | Lapočkin (San Pietroburgo) |

|                   |           |                                 |
| Azmoun 45+2’, 52’ | Marcatori | 6’ Smolov 79’, 82’ Al. Mirančuk |

## Statistiche

### Statistiche di squadra
| Competizione         | Punti | In casa | In casa | In casa | In casa | In casa | In casa | In trasferta | In trasferta | In trasferta | In trasferta | In trasferta | In trasferta | Totale | Totale | Totale | Totale | Totale | Totale | DR  |
| Competizione         | Punti | G       | V       | N       | P       | Gf      | Gs      | G            | V            | N            | P            | Gf           | Gs           | G      | V      | N      | P      | Gf     | Gs     | DR  |
| -------------------- | ----- | ------- | ------- | ------- | ------- | ------- | ------- | ------------ | ------------ | ------------ | ------------ | ------------ | ------------ | ------ | ------ | ------ | ------ | ------ | ------ | --- |
| Prem'er-Liga         | 57    | 15      | 7       | 5       | 3       | 19      | 14      | 15           | 9            | 4            | 2            | 22           | 15           | 30     | 16     | 9      | 5      | 41     | 29     | +12 |
| Coppa di Russia      | -     | 0       | 0       | 0       | 0       | 0       | 0       | 1            | 0            | 1            | 0            | 1            | 1            | 1      | 0      | 1      | 0      | 1      | 1      | 0   |
| Champions League     | 3     | 3       | 0       | 0       | 3       | 1       | 6       | 3            | 1            | 0            | 2            | 3            | 5            | 6      | 1      | 0      | 5      | 4      | 11     | -7  |
| Supercoppa di Russia | -     | -       | -       | -       | -       | -       | -       | -            | -            | -            | -            | -            | -            | 1      | 1      | 0      | 0      | 3      | 2      | +1  |
| Totale               | 60    | 19      | 7       | 5       | 6       | 20      | 20      | 19           | 10           | 5            | 4            | 26           | 21           | 38     | 18     | 10     | 10     | 49     | 43     | +6  |

### Andamento in campionato
| Giornata  | 1 | 2 | 3 | 4 | 5 | 6 | 7 | 8 | 9 | 10 | 11 | 12 | 13 | 14 | 15 | 16 | 17 | 18 | 19 | 20 | 21 | 22 | 23 | 24 | 25 | 26 | 27 | 28 | 29 | 30 |
| --------- | - | - | - | - | - | - | - | - | - | -- | -- | -- | -- | -- | -- | -- | -- | -- | -- | -- | -- | -- | -- | -- | -- | -- | -- | -- | -- | -- |
| Luogo     | C | C | T | T | C | T | T | C | T | T  | C  | C  | T  | C  | T  | C  | T  | C  | T  | T  | C  | T  | C  | T  | C  | C  | T  | C  | C  | T  |
| Risultato | N | V | P | V | V | V | N | P | V | V  | V  | V  | V  | P  | N  | V  | V  | P  | P  | N  | V  | V  | V  | V  | N  | N  | N  | N  | V  | V  |
| Posizione | 9 | 5 | 9 | 4 | 2 | 2 | 2 | 5 | 4 | 5  | 2  | 1  | 1  | 3  | 3  | 2  | 2  | 2  | 5  | 5  | 4  | 2  | 2  | 2  | 2  | 2  | 2  | 2  | 2  | 2  |

Legenda:

Luogo: C = Casa; T = Trasferta. Risultato: V = Vittoria; N = Pareggio; P = Sconfitta.

### Statistiche dei giocatori
In corsivo i calciatori che hanno lasciato la squadra a stagione in corso.
| Giocatore       | Prem'er-Liga | Prem'er-Liga | Prem'er-Liga | Prem'er-Liga | Coppa di Russia | Coppa di Russia | Coppa di Russia | Coppa di Russia | Champions League | Champions League | Champions League | Champions League | Supercoppa di Russia | Supercoppa di Russia | Supercoppa di Russia | Supercoppa di Russia | Totale   | Totale | Totale      | Totale     |
| Giocatore       | Presenze     | Reti         | Ammonizioni  | Espulsioni   | Presenze        | Reti            | Ammonizioni     | Espulsioni      | Presenze         | Reti             | Ammonizioni      | Espulsioni       | Presenze             | Reti                 | Ammonizioni          | Espulsioni           | Presenze | Reti   | Ammonizioni | Espulsioni |
| --------------- | ------------ | ------------ | ------------ | ------------ | --------------- | --------------- | --------------- | --------------- | ---------------- | ---------------- | ---------------- | ---------------- | -------------------- | -------------------- | -------------------- | -------------------- | -------- | ------ | ----------- | ---------- |
| D. Barinov      | 23           | 1            | 10           | 0            | 0               | 0               | 0               | 0               | 5                | 1                | 3                | 0                | 1                    | 0                    | 0                    | 0                    | 29       | 2      | 13          | 0          |
| A. Čërnyj       | 1            | 0            | 0            | 0            | -               | -               | -               | -               | -                | -                | -                | -                | -                    | -                    | -                    | -                    | 1        | 0      | 0           | 0          |
| V. Ćorluka      | 27           | 0            | 7            | 0            | 0               | 0               | 0               | 0               | 6                | 0                | 1                | 0                | 1                    | 0                    | 0                    | 0                    | 34       | 0      | 8           | 0          |
| L. Đorđević     | 4            | 0            | 0            | 0            | 1               | 0               | 0               | 0               | 0                | 0                | 0                | 0                | -                    | -                    | -                    | -                    | 5        | 0      | 0           | 0          |
| N. Dorofeev     | 0            | 0            | 0            | 0            | 1               | 0               | 0               | 0               | 0                | 0                | 0                | 0                | 0                    | 0                    | 0                    | 0                    | 1        | 0      | 0           | 0          |
| Éder            | 23           | 3            | 3            | 0            | 1               | 1               | 1               | 0               | 5                | 0                | 0                | 0                | 1                    | 0                    | 0                    | 0                    | 30       | 4      | 4           | 0          |
| J. Farfán       | 3            | 1            | 2            | 0            | 0               | 0               | 0               | 0               | 0                | 0                | 0                | 0                | 0                    | 0                    | 0                    | 0                    | 3        | 1      | 2           | 0          |
| Guilherme       | 24           | -21          | 2            | 0            | 0               | -0              | 0               | 0               | 5                | -9               | 0                | 0                | 1                    | -2                   | 0                    | 0                    | 30       | -32    | 2           | 0          |
| B. Höwedes      | 18           | 0            | 2            | 0            | 0               | 0               | 0               | 0               | 6                | 0                | 1                | 0                | 0                    | 0                    | 0                    | 0                    | 24       | 0      | 3           | 0          |
| B. Idowu        | 12           | 0            | 3            | 0            | 1               | 0               | 0               | 0               | 4                | 0                | 0                | 0                | 1                    | 0                    | 0                    | 0                    | 18       | 0      | 3           | 0          |
| V. Ignat'ev     | 22           | 1            | 11           | 1            | 0               | 0               | 0               | 0               | 5                | 0                | 2                | 0                | 0                    | 0                    | 0                    | 0                    | 27       | 1      | 13          | 1          |
| João Mário      | 18           | 1            | 3            | 0            | 0               | 0               | 0               | 0               | 4                | 0                | 1                | 0                | -                    | -                    | -                    | -                    | 22       | 1      | 4           | 0          |
| A. Kočenkov     | 7            | -8           | 0            | 0            | 1               | -1              | 0               | 0               | 1                | -2               | 0                | 0                | 0                    | -0                   | 0                    | 0                    | 9        | -11    | 0           | 0          |
| A. Kolomejcev   | 10           | 1            | 1            | 0            | 1               | 0               | 1               | 0               | 3                | 0                | 0                | 0                | 1                    | 0                    | 0                    | 0                    | 15       | 1      | 2           | 0          |
| G. Krychowiak   | 27           | 9            | 10           | 0            | 0               | 0               | 0               | 0               | 6                | 1                | 2                | 0                | 1                    | 0                    | 0                    | 0                    | 34       | 10     | 12          | 0          |
| D. Kulikov      | 5            | 0            | 2            | 0            | 1               | 0               | 1               | 0               | 1                | 0                | 0                | 0                | 0                    | 0                    | 0                    | 0                    | 7        | 0      | 3           | 0          |
| S. Kvirkvelia   | 9            | 0            | 0            | 1            | 1               | 0               | 1               | 0               | 1                | 0                | 0                | 0                | 0                    | 0                    | 0                    | 0                    | 11       | 0      | 1           | 1          |
| M. Lysov        | 1            | 0            | 1            | 0            | 0               | 0               | 0               | 0               | 0                | 0                | 0                | 0                | 0                    | 0                    | 0                    | 0                    | 1        | 0      | 1           | 0          |
| S. Magkeev      | 10           | 0            | 3            | 0            | 0               | 0               | 0               | 0               | 1                | 0                | 0                | 0                | 0                    | 0                    | 0                    | 0                    | 11       | 0      | 3           | 0          |
| N. Medvedev     | 0            | -0           | 0            | 0            | 0               | -0              | 0               | 0               | 0                | -0               | 0                | 0                | 0                    | -0                   | 0                    | 0                    | 0        | -0     | 0           | 0          |
| Al. Mirančuk    | 27           | 12           | 2            | 0            | 0               | 0               | 0               | 0               | 4                | 2                | 0                | 0                | 1                    | 2                    | 0                    | 0                    | 32       | 16     | 2           | 0          |
| An. Mirančuk    | 17           | 3            | 2            | 1            | 0               | 0               | 0               | 0               | 1                | 0                | 0                | 0                | 1                    | 0                    | 0                    | 0                    | 19       | 3      | 2           | 1          |
| Murilo          | 25           | 0            | 3            | 0            | 1               | 0               | 0               | 0               | 5                | 0                | 1                | 0                | 1                    | 0                    | 0                    | 0                    | 32       | 0      | 4           | 0          |
| B. Rotenberg    | 0            | 0            | 0            | 0            | 0               | 0               | 0               | 0               | 0                | 0                | 0                | 0                | 0                    | 0                    | 0                    | 0                    | 0        | 0      | 0           | 0          |
| D. Rybčinskij   | 7            | 0            | 0            | 0            | 1               | 0               | 0               | 0               | 0                | 0                | 0                | 0                | 0                    | 0                    | 0                    | 0                    | 8        | 0      | 0           | 0          |
| M. Rybus        | 19           | 0            | 4            | 1            | 1               | 0               | 0               | 0               | 5                | 0                | 1                | 0                | 1                    | 0                    | 0                    | 0                    | 26       | 0      | 5           | 1          |
| F. Smolov       | 14           | 3            | 1            | 0            | 0               | 0               | 0               | 0               | 4                | 0                | 0                | 0                | 1                    | 1                    | 0                    | 0                    | 19       | 4      | 1           | 0          |
| T. Sulejmanov   | 4            | 0            | 0            | 0            | 0               | 0               | 0               | 0               | 0                | 0                | 0                | 0                | -                    | -                    | -                    | -                    | 4        | 0      | 0           | 0          |
| N. Titkov       | 0            | 0            | 0            | 0            | 1               | 0               | 0               | 0               | 0                | 0                | 0                | 0                | -                    | -                    | -                    | -                    | 1        | 0      | 0           | 0          |
| R. Tugarev      | 5            | 0            | 0            | 0            | 1               | 0               | 0               | 0               | 0                | 0                | 0                | 0                | 0                    | 0                    | 0                    | 0                    | 6        | 0      | 0           | 0          |
| R. Žemaletdinov | 23           | 2            | 6            | 1            | 0               | 0               | 0               | 0               | 5                | 0                | 0                | 0                | 1                    | 0                    | 0                    | 0                    | 29       | 2      | 6           | 1          |
| D. Živogljadov  | 14           | 0            | 6            | 0            | 1               | 0               | 0               | 0               | 0                | 0                | 0                | 0                | 1                    | 0                    | 1                    | 0                    | 16       | 0      | 7           | 0          |